# Athetis renalis
Athetis renalis là một loài bướm đêm trong họ Noctuidae.